# 石橋五郎左衛門
石橋 五郎左衛門（いしばし ごろうざえもん、1831年11月18日〈天保2年10月15日〉 - 1911年〈明治44年〉12月2日）は、千葉県の大地主、素封家、貴族院議員石橋謹二の養父。

## 人物
千葉県香取郡本大須賀村久井崎（のち昭栄村、大栄町、現成田市）の人。その在世中よく勤倹を旨とし遂に数十万の富を致し、模範と為すべきの行為が多かった。
金1000円を居村津富浦小学校に、300円を前林小学校に各200円を大須賀、米沢、小御門の諸校に寄付し以て基本財産と為す。千葉県より銀盃一組を下賜される。

## 家族
石橋家
- 養子・謹二（1853年 - 1925年、資産家、農業、金銭貸付業、大地主、貴族院議員、本大須賀村長、千葉県多額納税者、佐原興業銀行頭取、名望家）
- 慶三郎 - 石橋五郎左衛門家より出て分家した[3]。28歳のとき村会議員に当選、以来区長、家屋税調査委員、国勢調査員等をつとめる[3]。家業の農業に専念するほか明治生命保険代理店、雑貨商を経営する[3]。また千葉木材工業取締役である[3]。住所は香取郡大須賀村奈土[3]。